# Emblemasoma
Emblemasoma is een vliegengeslacht uit de familie van de dambordvliegen (Sarcophagidae).

## Soorten
- E. albicoma Reinhard, 1939
- E. auditrix (Shewell, 1976)
- E. erro Aldrich, 1916
- E. faciale Aldrich, 1916
- E. falcifera (Reinhard, 1963)